# 錢燕詒
錢燕詒（？—？），浙江仁和人，清朝政治人物。
道光二十二年，擔任廣東廣州府永安縣知縣（現紫金縣知縣）。后由劉丙慶接任。道光二十四年，擔任廣東廣州府永安縣知縣（現紫金縣知縣）。后由蘇履至接任。